# 聖書解釈
聖書解釈（せいしょかいしゃく、hermeneutics）聖書に関する解釈学について述べる。教派、宗派によって異なる。

## 聖書
新約聖書のギリシャ語ではルカ24:27、ヨハネ1:38、ヘブル7:2、第一コリント12:10、14:26、第一コリント14:28にこの語があらわれる。
第二ペテロ1章20節は「私的解釈」、「自分勝手に解釈」してはならないと教えている。

## 歴史

### 教父時代
グノーシス主義では寓意的解釈が行われたが、正統主義のユスティノス、エイレナイオスは救済史的な聖書解釈を行った。

#### アレキサンドリヤ学派
パンタイノス、クレメンス、オリゲネスらは寓喩的解釈を行った。プラトンの影響があるとされる。
宗教改革以来プロテスタントでは否定的に見られることが多く、寓喩的解釈は原著者の真意を伝えるものではないとされることがある。

#### アンテオケ学派
タルソのディオドロス、モプスエスティアのテオドロス、クリュソストモス。字義的、歴史的解釈を行った。アリストテレスに依拠しているとされる。ネストリオスとのつながりと東西分裂のために影響を失ったといわれている。

#### アウグスティヌス
アウグスティヌスの聖書解釈には寓喩的解釈もあるが、字義的解釈もある。

### スコラ学
トマス・アクィナスらのスコラ学では聖書の四重の意味があるとされる。

### 宗教改革
宗教改革のプロテスタントは聖書のみを主張し、ローマ・カトリックの教会の教導権に対して、クリスチャンに「聖書を解釈する権利」があると主張した。誰に聖書を解釈する権利があるかは宗教改革時代に議論された。

#### マルティン・ルター
マルティン・ルターの聖書解釈の原則「聖書が聖書自体の解釈者である」は、プロテスタントにいまも引き継がれている。

#### ジャン・カルヴァン
ジャン・カルヴァンは主観的な聖書解釈を排除して、聖書の権威と、聖霊の解明を強調し、「著者がこう言うべきであるとわれわれが考えることを著者に押し付けるのではなく、著者が語っていることを著者に語らせるのが解釈者の第一の仕事である」と確信していた。

### 近代主義
近代主義者は聖書の解釈について従来のキリスト教会とは違ったアプローチをとった。

#### シュライエルマッハー
フリードリヒ・シュライエルマッハーは、感情の宗教を主張し、聖書を一般の書と同様に解釈した。

#### カール・バルト
カール・バルトは聖書に客観的な権威を認めず、出会いの契機に神の言葉となるとし、キリスト論的に解釈する。バルトの影響を受けたW.フィッシャーは、『旧約聖書のキリスト証言』で、言語霊感と霊的解釈を否定している。

#### 非神話化
ルドルフ・カール・ブルトマンの非神話化は、現代の自由主義神学に共通する聖書解釈であるとされる。実存論的解釈は非神話化の積極面とされる。

### カトリック教会
カトリック教会は聖書の無謬性を主張する。『神の啓示に関する教義憲章』は聖書解釈の原則としてアウグスティヌスを引用し、聖書の理性的解釈と信仰的解釈を認める。カトリック教会に教導権がある。

### 福音派
聖書解釈の原則に文法的・歴史的・神学的解釈があり、これは字義的・文化的・批評的解釈とも呼ばれる。また一般原則として、1.啓示、2.新約聖書の優位性、3.新約の書簡の優位性、4.体系的論述の優先性、5.普遍的教えの優先性、6.教理的論述の優先性、7.聖書全体との調和、8.限界の認識があげられる。　全的堕落の教理から、ノンクリスチャンに聖書を解釈する能力はなく、聖書は新生した者が、聖霊の解明によらなければ理解することができないと教えている。